# Dollard
Il Dollard (nome in olandese) o Dollart (nome in tedesco) è una baia del Mare dei Wadden situata tra la provincia di Groninga nei Paesi Bassi e il land della Bassa Sassonia in Germania, a ovest dell'estuario del fiume Ems.

## Geografia
Il Dollard ha una superficie di circa 100 km². Vi si immettono le acque dell'Ems le quali continuano il proprio corso fino al mare dei Wadden. Sul versante orientale del Dollard si trova la città tedesca di Emden mentre, a una decina di chilometri all'esterno della baia, sulla costa occidentale, si trova la città olandese di Delfzijl. Fatta eccezione per un paio di piccoli villaggi, Fiemel e Nieuwe Statenzijl, il versante dei Paesi Bassi è scarsamente popolato. Nel punto in cui il confine marittimo tra i due paesi incontra quello terrestre si trova la foce del Westerwoldse Aa.
L'ampiezza delle maree nel Dollard di supera i 3 metri lasciando, durante le fasi di bassa marea, ampie aree della baia in secca. L'area circostante è costituita da numerosi polder.

## Storia

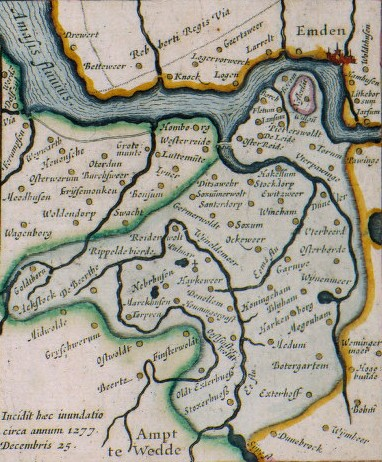
L'area del Dollard prima della sua creazione. I villaggi mostrati sono spariti con l'espansione della baia.

La baia si creò nel medioevo, in seguito a diversi eventi, l'abbassamento dei terreni, l'escavazione delle torbiere, diverse tempeste e inondazioni e l'incuria delle dighe. La data di formazione rimane comunque incerta: nel 1277 secondo Ubbo Emmius, in concomitanza all'inondazione di San Marcello del 1362 o nel 1413 secondo Tidde Wyneda. Un evento decisivo per l'inondazione del Dollard fu la distruzione delle chiuse sui fiumi Reider Ae e Munter Ae avvenuta, sempre nel 1413, durante le guerre tra Schieringers e Vetkopers. È certo comunque che la baia si è formata aumentando la propria estensione nel corso dei secoli allagando la regione del Reiderland e gran parte dell'Oldambt distruggendo una ventina di villaggi, una dozzina di piccoli borghi e tre monasteri.

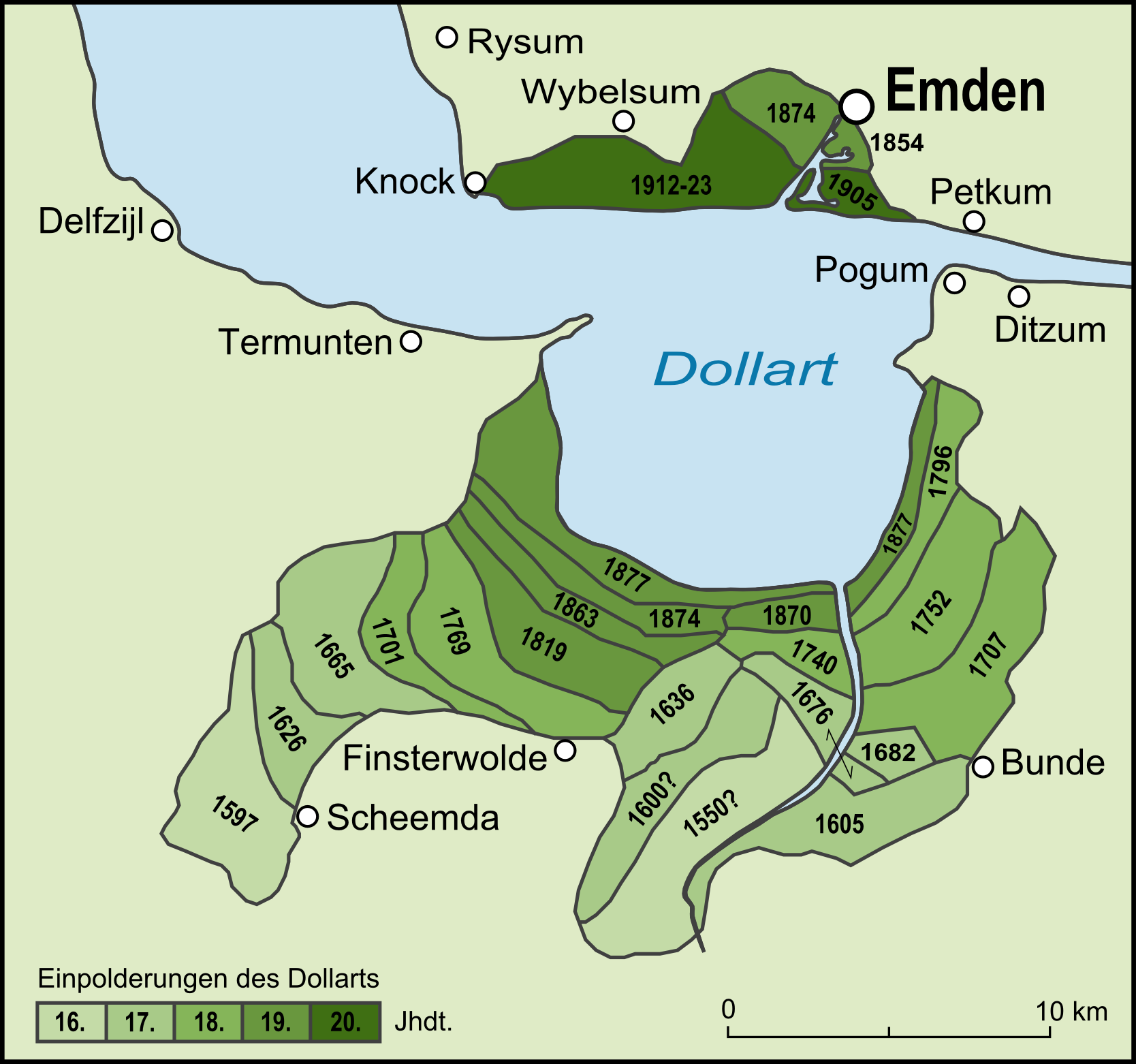
Bonifiche del Dollard: polder sulla riva tedesca (nord-est) e olandese (sud-ovest) e relative date di realizzazione

Il nome Dollard compare per la prima volta intorno 1485 nelle cronache dell'abbazia di Aduard. La massima estensione fu raggiunta nel 1520. Alla fine del XVI secolo furono prosciugati i primi polder e tale attività si protrasse fino ai primi anni del XX secolo, riconquistando almeno due terzi dei terreni inondati e facendo assumere al Dollard la forma attuale.

## Ambiente
Rifugio di numerose specie di uccelli marini e di una numerosa colonia di foche, parte del versante tedesco del Dollard è tutelato dal Parco nazionale del Wattenmeer della Bassa Sassonia mentre il versante olandese è riserva naturale (Vereniging Natuurmonumenten).

## Confine

Confine tra Germania e Paesi Bassi presso il Dollard

Il confine tra la Germania e i Paesi Bassi è stato oggetto di disputa tra i due stati per lungo tempo. Non venne definito attraverso i trattati bilaterali sottoscritti a Meppen il 2 luglio 1824 tra Regno Unito dei Paesi Bassi e Regno di Hannover e il contenzioso si è trascinato fino al 2014 quando è stato definitivamente chiuso attraverso un trattato siglato dai ministri degli esteri di Germania e Paesi Bassi, il tedesco Frank-Walter Steinmeier e l'olandese Bert Koenders. Tale accordo prevede che il confine rimarrà ambiguo ed entrambe le nazioni condivideranno la responsabilità dell'area.